# Ли Чжин Хи
Ли Чжин Хи (кор. 이진희, 20 апреля 1984, Канвондо) — корейский бобслеист, разгоняющий, выступал за сборную Южной Кореи с 2007 года по 2010-й. Участник зимних Олимпийских игр в Ванкувере, победитель национального первенства, постоянный участник и призёр Кубков мира, Европы и Северной Америки.

## Биография
Ли Чжин Хи родился 20 апреля 1984 года в провинции Канвондо. С детства занимался спортом, а бобслеем увлёкся в 2007 году, сразу же пройдя отбор в национальную сборную и присоединившись к ней в качестве разгоняющего. Уже в ноябре дебютировал на Кубке Европы, но выступил по первости не очень удачно, показав на трассе немецкого Кёнигсзее двадцать шестое время с двойкой и двадцать седьмое с четвёркой. В январе следующего года ездил почти на все этапы североамериканского кубка, где его результаты были гораздо лучше, в частности, на этапе в американском Парк-Сити он с четырёхместным экипажем даже выиграл бронзовую медаль. В феврале 2008 года впервые съездил на взрослый чемпионат мира, где на трассе немецкого Альтенберга соревновался с сильнейшими бобслеистами планеты и занял в итоге с четвёркой двадцать второе место. Побывал в этом сезоне не всех этапах Кубка Северной Америки, несколько раз попал десятку сильнейших и ни разу не был за пределами двадцатки.
В начале следующего сезона дебютировал на более престижном Кубке мира, на винтербергской эстакаде их команда финишировала двадцать восьмой в двойках и двадцать пятой в четвёрках. В феврале 2009 года Ли Чжин Хи второй раз побывал на мировом первенстве, заезды проходили на трассе американского Лейк-Плэсида, и теперь с четвёркой он приехал к финишу двадцатым. В завершение сезона удачно выступил на североамериканском кубке, добавив в послужной список ещё одну бронзовую награду. Благодаря череде удачных выступлений удостоился права защищать честь страны на зимних Олимпийских играх 2010 года в Ванкувере, где в составе четырёхместного экипажа Кан Гван Бэ финишировал девятнадцатым. После этих заездов соревновался ещё в течение нескольких месяцев и даже выиграл серебряную медаль на этапе Кубка Северной Америки в Лейк-Плэсиде, однако из-за высокой конкуренции в сборной вскоре вынужден был завершить карьеру профессионального спортсмена.